# Departamentul de Stat al Statelor Unite ale Americii

Departamentul de Stat (engleză United States Department of State) este, în Statele Unite ale Americii, echivalentul unui minister de externe și îl sfătuiește pe președinte și conduce țara în problemele de politică externă. Departamentul de Stat este responsabil pentru relațiile internaționale ale Statelor Unite, negociază tratate și acorduri cu entități străine și reprezintă Statele Unite ale Americii în cadrul Organizației Națiunilor Unite. Departamentul a fost creat în 1789 și a fost primul departament executiv înființat.
Departamentul are sediul în clădirea Harry S. Truman⁠(d) situată pe 2201 C Street, NW, Washington, DC 20520, câteva blocuri distanță de Casa Albă în cartierul Foggy Bottom din Washington, DC. Departamentul operează misiunile diplomatice ale Statelor Unite ale Americii în străinătate și este responsabil pentru punerea în aplicare a politicii externe a Statele Unite ale Americii și eforturilor diplomatice americane. Departamentul este, de asemenea, depozitarul pentru mai mult de 200 de tratate multilaterale.
Departamentul este condus de secretarul de stat, actualmente Antony Blinken, care este numit de președinte și confirmat de Senat și este un membru al Cabinetului. Secretarul de Stat este primul oficial cabinet, în ordinea de prioritate și în linia de succesiune prezidențială, după președintele pro tempore al Senatului⁠(d).

## Istoria
Constituția Statelor Unite, redactată în Philadelphia în septembrie 1787 și ratificată de cele 13 state în anul următor, a dat președintelui responsabilitatea pentru desfășurarea relațiilor externe ale națiunii.
Camera Reprezentanților și Senatul au aprobat legislația pentru a înființa un Departament al Afacerilor Externe la data de 21 iulie 1789, președintele Washington semnând legea la 27 iulie, ceea ce face ca Departamentul Afacerilor Externe să fie prima agenție federală care urma să fie creată în temeiul noii Constituții. Această lege rămâne legea de bază a Departamentului de Stat. În septembrie 1789, o lege suplimentară a schimbat numele agenției în Departamentul de Stat și i s-a atribuit o varietate de sarcini interne.
Aceste responsabilități au devenit tot mai multe incluzând gestionarea United States Mint, păstrător al Marelui Sigiliu al Statelor Unite, precum și preluarea United States Census Bureau. Președintele George Washington, a semnat noua lege pe 15 septembrie. Cele mai multe dintre aceste sarcini interne ale Departamentului de Stat au fost în cele din urmă predate unor diferite noi departamente federale și agenții care au fost înființate în timpul secolului al XIX-lea. Cu toate acestea, secretarul de stat păstrează încă câteva responsabilități interne, cum este aceea de a fi păstrătorul Marelui Sigiliu și fiind ofițerul căruia un președinte sau un vicepreședinte al Statelor Unite, care dorește să demisioneze, trebuie să îi livreze o declarație în scris anunțându-și decizia de demisiona.
La 29 septembrie 1789, președintele Washington l-a numit pe Thomas Jefferson din Virginia, pe atunci ambasador în Franța ca fiind  primul secretar de stat al Statelor Unite. John Jay a servit în calitate de secretar al afacerilor externe, rămas fiind din partea Confederației încă dinainte de Washington. El a rămas în această poziție până când Jefferson a revenit din Europa câteva luni mai târziu.
Din 1790-1800, Departamentul de Stat a avut sediul în Philadelphia, capitala Statelor Unite la momentul respectiv. Acesta a ocupat o clădire la intersecția străzilor Church și Fifth (deși, pentru o perioadă scurtă de timp în care o epidemie de febră galbenă a devastat orașul, acesta și-a mutat reședința în New Jersey State House din Trenton, New Jersey). În 1800, s-a mutat de la Philadelphia la Washington, DC, unde a ocupat mai întâi clădirea trezoreriei și apoi în Seven Buildings la intersecția 19th Street și Pennsylvania Avenue. S-a mutat în Six Buildings în septembrie 1800, unde a rămas până în mai 1801. S-a mutat apoi în War Office Building din aripa de vest a Casei Albe în mai 1801.   Apoi a ocupat clădirea Trezoreriei din septembrie 1819 până în noiembrie 1866, cu excepția perioadei septembrie 1814 până în aprilie 1816 (în timpul căreia a ocupat-o structură la intersecția străzilor G și 18 în timp ce clădirea Trezoreriei era reparat).  Apoi a ocupat Casa Orfanilor din Washington City din noiembrie 1866 până în iulie 1875. În 1875 s-a mutat în State, War and Navy Bulding. Începând cu luna mai 1947, acesta ocupă clădirea Harry S. Truman  din cartierul Foggy Bottom din Washington; Departamentul de Stat este, prin urmare, uneori, metonimic denumit "Foggy Bottom."
Madeleine Albright a devenit prima femeie secretar de stat al Statelor Unite și prima femeie de origine străină numită în Cabinetul în 1997. Condoleezza Rice, a devenit al doilea secretar de sex feminin de stat în 2005. Hillary Clinton a devenit al treilea secretar de sex feminin de stat, atunci când a fost numită în 2009.
În 2014, Departamentul de Stat a început extinderea în Complexul Navy Hill peste 23 Street NW de clădirea Truman. Un joint-venture format din firmele de arhitectura Goody, Clancy și Louis Berger Group a câștigat un contract de 2,5 milioane de dolari în ianuarie 2014, pentru a începe planificarea renovării clădirilor pe o suprafață 48.000 m2, clădire care a găzduit în timpul celui de-al doilea război mondial sediul central al Biroului de Servicii Strategice și a fost primul sediu al Central Intelligence Agency.

## Organizare

### Misiune
Misiunea Departamentului este: „pentru a forma și a susține lume o pașnică, prosperă, dreaptă și democratică și să creeze condiții pentru stabilitate și progres în beneficiul poporului american și a oamenilor de pretutindeni.”

### Activități principale
Departamentul de Stat promovează și protejează interesele cetățenilor americani prin (1)„promovarea păcii și a stabilității în regiunile de interes vital“; (2) „crearea de locuri de muncă în SUA prin deschiderea piețelor în străinătate“; (3) „sprijinirea națiunilor în curs de dezvoltare să realizeze investiții și oportunități de export“; și (4) „aducerea împreună a națiunilor și formarea unor parteneriate pentru a aborda problemele globale, cum ar fi terorismul, răspândirea bolilor transmisibile, poluarea transfrontalieră, crizele umanitare, contrabanda nucleară, și traficul de narcotice.”
La 30 mai 2013, BioPrepWatch a spus că Departamentul de Stat a trimis Congresului Rapoartele Țării despre Terorism 2012. Cele mai multe atacuri teroriste au fost descentralizate și au țintit țările din Orientul Mijlociu. Nu au existat alte rapoarte care să fi vorbit anterior despre acest subiect, dar cele mai mari schimbări ale actelor de terorism în 2012 au inclus o creștere a terorismului sponsorizat de stat în Iran. Departamentul de Stat a arătat că cel mai bun mod de a contracara atacurile teroriste internaționale este de a lucra cu partenerii internaționali pentru a reduce finanțarea, să consolideze instituțiile care aplică legea și eliminarea locurilor unde se refugiază teroriștii.

### Secretarul de Stat
Secretarul de stat este conducătorul Departamentului de Stat și un membru al Cabinetului care răspunde direct președintelui Statelor Unite pe care îl și sfătuiește. Secretarul organizează și supraveghează întregul departament și personalul acestuia.

#### Echipa
- Adjunctul secretarului de stat al Statele Unite ale Americii : adjunctul (împreună cu șeful de cabinet, secretariatului executiv și subsecretarul pentru management) îl asistă pe secretarul de stat în conducerea departamentului. Șase subsecretari și un consilier raportează secretarului adjunct împreună cu mai multe birouri de personal:
  - Șeful de Cabinet
  - Secretariatul Executiv
  - Biroul de Afaceri Globale interguvernamentale
  - Centrul Național de Afaceri Externe de Pregătire (care găzduiește Institutul Serviciului Extern)
  - Biroul Consilierului Juridic
  - Biroul Inspectorului General
  - Biroul Politicii de Conducere
  - Biroul de Protocol
  - Biroul Consilierului pentru Probleme de Știință și Tehnologie
  - Biroul Consilierului Șef pentru Societatea Civilă și Democrațiile Emergente
  - Biroul pentru Probleme Globale ale Femeilor
  - Biroul de Informații de Cercetare
  - Biroul Afacerilor Legislative
  - Biroul de buget și Planificare
  - Subsecretarul de stat pentru Afaceri Politice: al patrulea rang oficial al Departamentului de Stat. Devine secretar interimar în absența secretarului de stat și a celor doi secretari de stat adjuncți. Această poziție este responsabilă pentru birouri conduse de secretari adjuncți, pentru coordonarea diplomației americane din întreaga lume:
    - Biroul pentru Afaceri Africane
    - Biroul pentru Afaceri din Asia de Est și Pacific
    - Biroul pentru Afaceri Europene și Euroasiatice
    - Biroul pentru Afaceri ale Organizațiilor Internaționale
    - Biroul pentru Afaceri din Estul Apropiat
    - Biroul pentru Afaceri din Asia Centrală și de Sud
    - Biroul pentru Afaceri din Emisfera Vestică

  - Subsecretarul de stat pentru Management:[24] consilierul principal al secretarului și al secretarului adjunct pe probleme legate de alocarea și utilizarea bugetului Departamentului, a proprietății fizică și a personalului. Această poziție este responsabilă pentru birouri conduse de secretari adjuncți, pentru planificarea administrării de zi cu zi a Departamentului și propune reforma instituțională și modernizare:
    - Biroul Administrației
    - Biroul Afacerilor Consulare
      - Biroul pentru Problemele Copiilor

    - Biroul pentru Securitate Diplomatică 
      - Serviciul de Securitate al Diplomaților americani
      - Biroul Misiunilor Externe

    - Biroul de Resurse Umane
    - Biroul pentru Managementul Resurselor de Informații
    - Biroul Serviciilor Medicale[25] [26]
    - Biroul de Operațiuni privind Clădirile din alte țări
    - Directorul Camerelor pentru Recepții Diplomatice
    - Institutul Serviciului Extern
    - Biroul Politicilor de Management și Inovare
    - Biroul de legătură cu Casa Albă

  - Subsecretarul de Stat pentru Creștere Economică, Energie și Mediu: Consilier economic principal pentru secretarul și adjunctul secretarului pe probleme de politică economică internațională. Această funcție este responsabilă pentru birourile, conduse de secretarii asociați, care se ocupă de comerțul, agricultura, aviația și relațiile comerciale bilaterale cu partenerii economici ai Americii:
    - Biroul pentru Probleme Economice și Afaceri
    - Biroul pentru Resurse Energetice
    - Biroul pentru Probleme ale Oceaneșpr și Afacerile Internaționale de Mediu și Știință
    - Biroul Consilierului pentru Știință și Tehnologie[27]
    - Biroul Economistului Șef

  - Subsecretarul de Stat pentru Diplomație Publică și Afaceri Publice: Acest subsecretar are funcții care au fost anterior alocate Agenției de Informații a Statelor Unite, dar care au fost integrate în Departamentul de Stat prin reorganizarea din 1999. Această poziție conduce unitățile care gestionează comunicațiile publice ale departamentului și încearcă să reprezinte imaginea Statelor Unite din întreaga lume:
    - Biroul de Afaceri Educaționale și Culturale
      - Programul de Acces la Internet și de Formare

    - Biroul de Afaceri Publice
      - Purtătorul de cuvânt al Departamentului de Stat al Statelor Unite
      - Biroul istoricului
      - Centrul de Diplomație din Statele Unite

    - Biroul de Programe Internaționale de Informare
    - Biroul de Politici, Planificare și Resurse pentru Diplomația Publică și Afacerile Publice

  - Subsecretarul de Stat pentru Securitate Civilă, Democrație și Drepturile Omului: Acest subsecretar conduce eforturile Departamentului de prevenire și combatere a amenințărilor la adresa securității civile și sfătuiește pe Secretarul de Stat în probleme legate de guvernare, democrație și drepturile omului.
    - Biroul pentru Operațiuni de Conflict și Stabilizare
      - Biroul Coordonatorului pentru Reconstrucție și Stabilizare

    - Biroul pentru Contraterorism
    - Biroul pentru Democrație, Drepturile Omului și Muncă
    - Biroul pentru Narcotice Internaționale și Afaceri pentru Aplicarea Legii
    - Biroul Populației, Refugiaților și Migrației
    - Oficiul de Justiție Penală Globală
    - Biroul pentru Probleme Globale ale Tineretului
    - Oficiul de Monitorizare și Combatere a Traficului de Persoane
    - Centrul de implicare globală[28]

  - Consilier: Pe același nivel cu subsecretarii, consilierul este secretarul și secretarul adjunct al consilierului și consultantul special pe marile probleme ale politicii externe. Consilierul oferă îndrumări birourilor corespunzătoare cu privire la aceste chestiuni, desfășoară negocieri și consultări internaționale speciale și întreprinde din timp în timp sarcini speciale, conform instrucțiunilor Secretarului.
- Biroul Coordonatorului Global pentru SIDA: Grupul principal de lucru al Președintelui pentru combaterea SIDA la nivel mondial. Coordonatorul Global pentru SIDA raportează direct secretarului de stat.

## Programul Fulbright
Programul Fulbright, inclusiv programul Fulbright-Hays, este un program de burse bazat pe merite pentru schimburi internaționale de educație pentru studenți, învățați, profesori, profesioniști, oameni de știință și artiști, înființat de senatorul Statelor Unite J. William Fulbright în 1946. În cadrul programului Fulbright, cetățenii americani selectați în mod competitiv pot deveni eligibili pentru burse pentru a studia, desfășura activități de cercetare sau pentru a-și exersa talentele în străinătate; iar cetățenii altor țări pot beneficia de același lucru în Statele Unite. Programul a fost creat pentru a spori înțelegerea reciprocă între oamenii din Statele Unite și alte țări prin schimbul de persoane, cunoștințe și abilități.
Programul Fulbright oferă anual 8.000 de burse pentru a realiza studii postuniversitare, studii avansate, cursuri universitare și predare în clasă. În ciclul 2015-16, între 17% și 24% dintre solicitanții americani au reușit să obțină burse de cercetare și burse de predare în limba engleză. Cu toate acestea, numerele de selectivitate și de aplicare variază substanțial pe țări și pe tipuri de subvenții. De exemplu, au fost acordate subvenții pentru 30% dintre americani care doresc să predea limba engleză în Laos și 50% dintre solicitanți pentru a face cercetare în Laos. În schimb, 6% dintre solicitanții care au aplicat pentru predarea limbii engleze în Belgia au avut succes, comparativ cu 16% dintre solicitanți în Belgia.
Biroul de Afaceri al Educației și Cultelor al Departamentului de Stat al SUA sponsorizează programul Fulbright dintr-un credit anual al Congresului SUA. Suportul direct și în natură suplimentar vine de la guvernele partenere, fundații, corporații și instituții gazdă, atât în S.U.A., cât și în afara acestora. Programul Fulbright este administrat de organizații cooperante, cum ar fi Institutul de Educație Internațională. Funcționează în peste 160 de țări din întreaga lume. În fiecare din 49 de țări, o comisie Fulbright bianuală administrează și supraveghează programul Fulbright. În țările fără comisie Fulbright, dar care au un program activ, secția Afaceri Publice a Ambasadei SUA supraveghează programul Fulbright. Mai mult de 360.000 de persoane au participat la program de când a început. Cincizeci și patru de absolvenți Fulbright au câștigat Premiul Nobel, și optzeci și doi au câștigat Premiul Pulitzer.

## Programul Prietenii Științei Jefferson
Programul Prietenii Științei Jefferson a fost înființat în 2003 de către Departamentul de Stat pentru a stabili un nou model pentru implicarea științei, tehnologiei, ingineriei și comunităților medicale americane în formularea și implementarea politicii externe a SUA.

## Programul Prietenii lui Franklin
Programul Franklin Fellows a fost înființat în 2006 de către Departamentul de Stat pentru a aduce directorilor de nivel mediu din sectorul privat și organizațiilor non-profit să consilieze Departamentul și să lucreze la diverse proiecte. Ei pot lucra, de asemenea, cu alte entități guvernamentale, inclusiv cu Congresul, Casa Albă și agențiile executive, inclusiv Departamentul Apărării, Departamentul de Comerț și Departamentul pentru Securitate Internă. Programul este numit în onoarea lui Benjamin Franklin și își propune să aducă profesioniștii de la nivelul mediu al carierei să îmbogățească și să extindă capabilitățile Departamentului.